# Ligue majeure de baseball 2017
Navigation
2016 2018
La saison 2017 de la Ligue majeure de baseball est la 117e saison depuis le rapprochement entre la Ligue américaine et la Ligue nationale et la 142e saison de Ligue majeure. Elle couronne pour la première fois les Astros de Houston, vainqueurs de la Série mondiale 2017 sur les Dodgers de Los Angeles.
La saison régulière est jouée du 2 avril au 1er octobre 2017, et la phase de séries éliminatoires se déroule du 3 octobre au 1er novembre.
La saison est marquée par une hausse notable du nombre de circuits : les efforts combinés des frappeurs du baseball majeur mènent à un nouveau record de 6 105 circuits en saison régulière, éclipsant le total de 5 963 lors de la saison 2000. Individuellement, Giancarlo Stanton des Marlins de Miami est le champion des coups de circuit avec 59, le plus haut total depuis la saison 2001 par un seul joueur. Aaron Judge des Yankees de New York est voté recrue de l'année en Ligue américaine après avoir établi le nouveau record des majeures de 52 circuits par un joueur de première année.
José Altuve des Astros de Houston est le joueur par excellence de la Ligue américaine et Giancarlo Stanton de Miami celui de la Ligue nationale.
Du côté des lanceurs, la forte tendance à l'utilisation des releveurs se poursuit alors que le total de matchs complets par des lanceurs partants (59) est le plus bas jamais compilé pour une 3e saison de suite et que le nombre de victoires (18) accumulées par le meneur de la ligue est le plus faible de l'histoire. Les lanceurs des majeures réussissent 40 104 retraits sur des prises aux dépens des frappeurs adverses, abattant le précédent record de 38 982 établi en 2016, et Chris Sale des Red Sox de Boston en réussit 308, devenant le premier lanceur à réussir 300 retraits sur des prises en une année depuis la saison 2002. Les gagnants des trophées Cy Young remis aux meilleurs lanceurs de la saison sont Max Scherzer des Nationals de Washington dans la Ligue nationale et Corey Kluber de Cleveland dans la Ligue américaine.
Les Dodgers de Los Angeles remportent 104 victoires en saison régulière, devant les 102 des Indians de Cleveland et les 101 des Astros de Houston, donnant au baseball majeur trois gagnants de 100 matchs ou plus pour la première fois depuis la saison 2003. C'est aussi la première fois de l'histoire que trois clubs gagnent 100 matchs mais qu'aucun n'en perd 100. Les Twins du Minnesota deviennent la première équipe de l'histoire à jouer en séries éliminatoires après avoir perdu 100 matchs ou plus la saison précédente. La Série mondiale de 2017 gagnée par Houston sur Los Angeles est la première depuis 1970 à opposer deux clubs gagnants de 100 matchs ou plus.
Le 88e match des étoiles de la Ligue majeure de baseball a lieu le mardi 11 juillet au Marlins Park de Miami. Un nouveau stade ouvre ses portes en 2017 : les Braves d'Atlanta inaugurent le 14 avril 2017 lors d'un match face aux Padres de San Diego le SunTrust Park, un nouvel édifice de 41 500 places en banlieue d'Atlanta. Pour la première fois depuis septembre 2008, des événements météorologiques forcent la tenue de matchs en terrain « neutre » lorsque des matchs impliquant les Astros de Houston sont déplacés à la suite de l'ouragan Harvey à la fin août. En septembre, les deux clubs de Floride, les Rays de Tampa Bay et les Marlins de Miami, sont forcés d'abandonner leurs stades respectifs pour quelques matchs en raison de l'ouragan Irma.

## Nouveau règlements
Le commissaire du baseball, Rob Manfred, essaie de mettre en place depuis quelques années des mesures afin d'accélérer le jeu et réduire les délais. Cependant, il ne peut imposer des changements unilatéralement à moins d'une année d'avis sans l'accord de l'Association des joueurs de la Ligue majeure de baseball. Cette dernière s'entend avec la ligue pour modifier la façon dont sont lancés les buts sur balles intentionnels. À partir du camp d'entraînement et de la saison 2017, un club n'a qu'à signaler à l'arbitre au marbre son désir d'accorder un but sur balles intentionnel à un frappeur adverse, et ce dernier va directement au premier but sans que le lanceur n'ait à effectuer les 4 lancers délibérément hors de la zone des prises. Un autre changement annoncé pour le 2 mars 2017 interdit les « marqueurs » sur le terrain, c'est-à-dire des signes ou des objets placés sur la surface de jeu afin de servir de référence à l'équipe en défense pour savoir où placer ou déplacer ses joueurs.

## Classement final
En vert, les champions de division, automatiquement assurés d'une place en séries éliminatoires. En jaune, les équipes qualifiées pour les séries éliminatoires sans être championnes de leur division. 
| Ligue nationale division Est | V  | D  | %    | Diff. | Diff. (séries) |
| ---------------------------- | -- | -- | ---- | ----- | -------------- |
| Nationals de Washington      | 97 | 65 | ,599 | -     | -              |
| Marlins de Miami             | 77 | 85 | ,475 | 20    | 10             |
| Braves d'Atlanta             | 72 | 90 | ,444 | 25    | 15             |
| Mets de New York             | 70 | 92 | ,432 | 27    | 17             |
| Phillies de Philadelphie     | 66 | 96 | ,407 | 31    | 21             |

| Ligue nationale division Centrale | V  | D  | %    | Diff. | Diff. (séries) |
| --------------------------------- | -- | -- | ---- | ----- | -------------- |
| Cubs de Chicago                   | 92 | 70 | ,568 | -     | -              |
| Brewers de Milwaukee              | 86 | 76 | ,531 | 6     | 1              |
| Cardinals de Saint-Louis          | 83 | 79 | ,512 | 9     | 4              |
| Pirates de Pittsburgh             | 75 | 87 | ,463 | 17    | 12             |
| Reds de Cincinnati                | 68 | 94 | ,420 | 24    | 19             |

| Ligue nationale division Ouest | V   | D  | %    | Diff. | Diff. (séries) |
| ------------------------------ | --- | -- | ---- | ----- | -------------- |
| Dodgers de Los Angeles         | 104 | 58 | ,642 | -     | -              |
| Diamondbacks de l'Arizona      | 93  | 69 | ,574 | 11    | +6             |
| Rockies du Colorado            | 87  | 75 | ,537 | 17    | -              |
| Padres de San Diego            | 71  | 91 | ,438 | 33    | 13             |
| Giants de San Francisco        | 64  | 98 | ,395 | 40    | 23             |

| Ligue nationale (Meilleurs deuxièmes) | V  | D  | %    | Diff. |
| ------------------------------------- | -- | -- | ---- | ----- |
| Diamondbacks de l'Arizona             | 93 | 69 | ,574 | +6    |
| Rockies du Colorado                   | 87 | 75 | ,537 | -     |
| Brewers de Milwaukee                  | 86 | 76 | ,531 | 1     |
| Cardinals de Saint-Louis              | 83 | 79 | ,512 | 4     |

| Ligue américaine division Est | V  | D  | %    | Diff. | Diff. (séries) |
| ----------------------------- | -- | -- | ---- | ----- | -------------- |
| Red Sox de Boston             | 93 | 69 | ,574 | -     | -              |
| Yankees de New York           | 91 | 71 | ,562 | 2     | +6             |
| Rays de Tampa Bay             | 80 | 82 | ,494 | 13    | 5              |
| Blue Jays de Toronto          | 76 | 86 | ,469 | 17    | 9              |
| Orioles de Baltimore          | 75 | 87 | ,463 | 18    | 10             |

| Ligue américaine division Centrale | V   | D  | %    | Diff. | Diff. (séries) |
| ---------------------------------- | --- | -- | ---- | ----- | -------------- |
| Indians de Cleveland               | 102 | 60 | ,630 | -     | -              |
| Twins du Minnesota                 | 85  | 77 | ,525 | 17    | -              |
| Royals de Kansas City              | 80  | 82 | ,494 | 22    | 5              |
| White Sox de Chicago               | 67  | 95 | ,414 | 35    | 18             |
| Tigers de Détroit                  | 64  | 98 | ,395 | 38    | 21             |

| Ligue américaine division Ouest | V   | D  | %    | Diff. | Diff. (séries) |
| ------------------------------- | --- | -- | ---- | ----- | -------------- |
| Astros de Houston               | 101 | 61 | ,623 | -     | -              |
| Angels de Los Angeles           | 80  | 82 | ,494 | 21    | 5              |
| Mariners de Seattle             | 78  | 84 | ,481 | 23    | 7              |
| Rangers du Texas                | 78  | 84 | ,481 | 23    | 7              |
| Athletics d'Oakland             | 75  | 87 | ,463 | 26    | 10             |

| Ligue américaine (Meilleurs deuxièmes) | V  | D  | %    | Diff. |
| -------------------------------------- | -- | -- | ---- | ----- |
| Yankees de New York                    | 91 | 71 | ,562 | +6    |
| Twins du Minnesota                     | 85 | 77 | ,525 | -     |
| Angels de Los Angeles                  | 80 | 82 | ,494 | 5     |
| Rays de Tampa Bay                      | 80 | 82 | ,494 | 5     |

## Séries éliminatoires
Les nombres avant les noms de clubs indiquent les têtes de séries, et les nombres à droite du nom indiquent le nombre de matchs gagnés dans la ronde éliminatoire.
|  | Matchs de meilleur deuxième | Matchs de meilleur deuxième | Matchs de meilleur deuxième |  |   | Séries de divisions | Séries de divisions       | Séries de divisions |                        |   | Séries de championnat | Séries de championnat | Séries de championnat |  |  | Série mondiale | Série mondiale         | Série mondiale |
|  |                             |                             |                             |  |   |                     |                           |                     |                        |   |                       |                       |                       |  |  |                |                        |                |
|  |                             |                             |                             |  |   | 4                   | Diamondbacks de l'Arizona | 0                   |                        |   |                       |                       |                       |  |  |                |                        |                |
|  | 5                           | Rockies du Colorado         | 0                           |  |   | 1                   | Dodgers de Los Angeles    | 3                   |                        |   |                       |                       |                       |  |  |                |                        |                |
|  | 5                           | Rockies du Colorado         | 0                           |  | 1 | 1                   | Dodgers de Los Angeles    | 3                   | Dodgers de Los Angeles | 4 |                       |                       |                       |  |  |                |                        |                |
|  | 4                           | Diamondbacks de l'Arizona   | 1                           |  | 1 |                     | Ligue nationale           | Ligue nationale     | Ligue nationale        | 4 |                       |                       |                       |  |  |                |                        |                |
|  | 4                           | Diamondbacks de l'Arizona   | 1                           |  | 2 | Cubs de Chicago     | Ligue nationale           | Ligue nationale     | Ligue nationale        | 1 |                       |                       |                       |  |  |                |                        |                |
|  |                             |                             |                             |  |   | Cubs de Chicago     | 3                         | Cubs de Chicago     | 3                      | 1 |                       |                       |                       |  |  |                |                        |                |
|  |                             |                             |                             |  |   |                     | 3                         | Cubs de Chicago     | 3                      |   |                       |                       |                       |  |  |                |                        |                |
|  |                             |                             |                             |  |   | 2                   | Nationals de Washington   | 2                   |                        |   |                       |                       |                       |  |  |                |                        |                |
|  |                             |                             |                             |  |   |                     |                           |                     |                        |   |                       |                       |                       |  |  | 1              | Dodgers de Los Angeles | 3              |
|  |                             |                             |                             |  |   |                     |                           | 2                   | Astros de Houston      | 4 |                       |                       |                       |  |  |                |                        |                |
|  |                             |                             |                             |  |   | 3                   | Red Sox de Boston         | 1                   |                        |   |                       |                       |                       |  |  |                |                        |                |
|  |                             |                             |                             |  |   | 2                   | Astros de Houston         | 3                   |                        |   |                       |                       |                       |  |  |                |                        |                |
|  |                             |                             |                             |  |   | 2                   | Astros de Houston         | 3                   |                        | 1 | Astros de Houston     | 4                     |                       |  |  |                |                        |                |
|  | 5                           | Twins du Minnesota          | 0                           |  |   | Ligue américaine    | Ligue américaine          | Ligue américaine    |                        | 1 | Astros de Houston     | 4                     |                       |  |  |                |                        |                |
|  | 5                           | Twins du Minnesota          | 0                           |  | 2 | Ligue américaine    | Ligue américaine          | Ligue américaine    | Yankees de New York    | 3 |                       |                       |                       |  |  |                |                        |                |
|  | 4                           | Yankees de New York         | 1                           |  | 2 |                     | 4                         | Yankees de New York | Yankees de New York    | 3 | 3                     |                       |                       |  |  |                |                        |                |
|  | 4                           | Yankees de New York         | 1                           |  |   |                     | 4                         | Yankees de New York |                        |   | 3                     |                       |                       |  |  |                |                        |                |
|  |                             |                             |                             |  |   | 1                   | Indians de Cleveland      | 2                   |                        |   |                       |                       |                       |  |  |                |                        |                |

mlb.com (Résultats des séries éliminatoires)

## Entraînement de printemps
Les camps d'entraînements des 30 clubs du baseball majeur s'ouvrent en février 2017 en Floride et en Arizona. Plusieurs joueurs s'en absentent en mars pour représenter leur pays à la Classique mondiale de baseball 2017.

## Saison régulière
Le coup d'envoi de la saison régulière est donné le dimanche 2 avril 2017 avec trois parties, dont un match inaugural en après-midi au Tropicana Field de St. Petersburg où les Rays de Tampa Bay accueillent les Yankees de New York, et un match en soirée où les Cardinals de Saint-Louis reçoivent les Cubs de Chicago. La saison régulière se conclut le 1er octobre 2017, pour faire place aux séries éliminatoires.

### Août
- 24 août : les Indians de Cleveland remportent la première victoire d'une séquence record de 22 consécutives[9].

- 29 au 31 août : pour la première fois depuis septembre 2008, un événement météorologique force la tenue de matchs en terrain neutre lorsque la série de trois rencontres prévue à Houston entre les Astros de Houston et les Rangers du Texas est jouée au Tropicana Field de St. Petersburg, domicile des Rays de Tampa Bay, en raison du passage sur le Texas de l'ouragan Harvey[10].

### Septembre

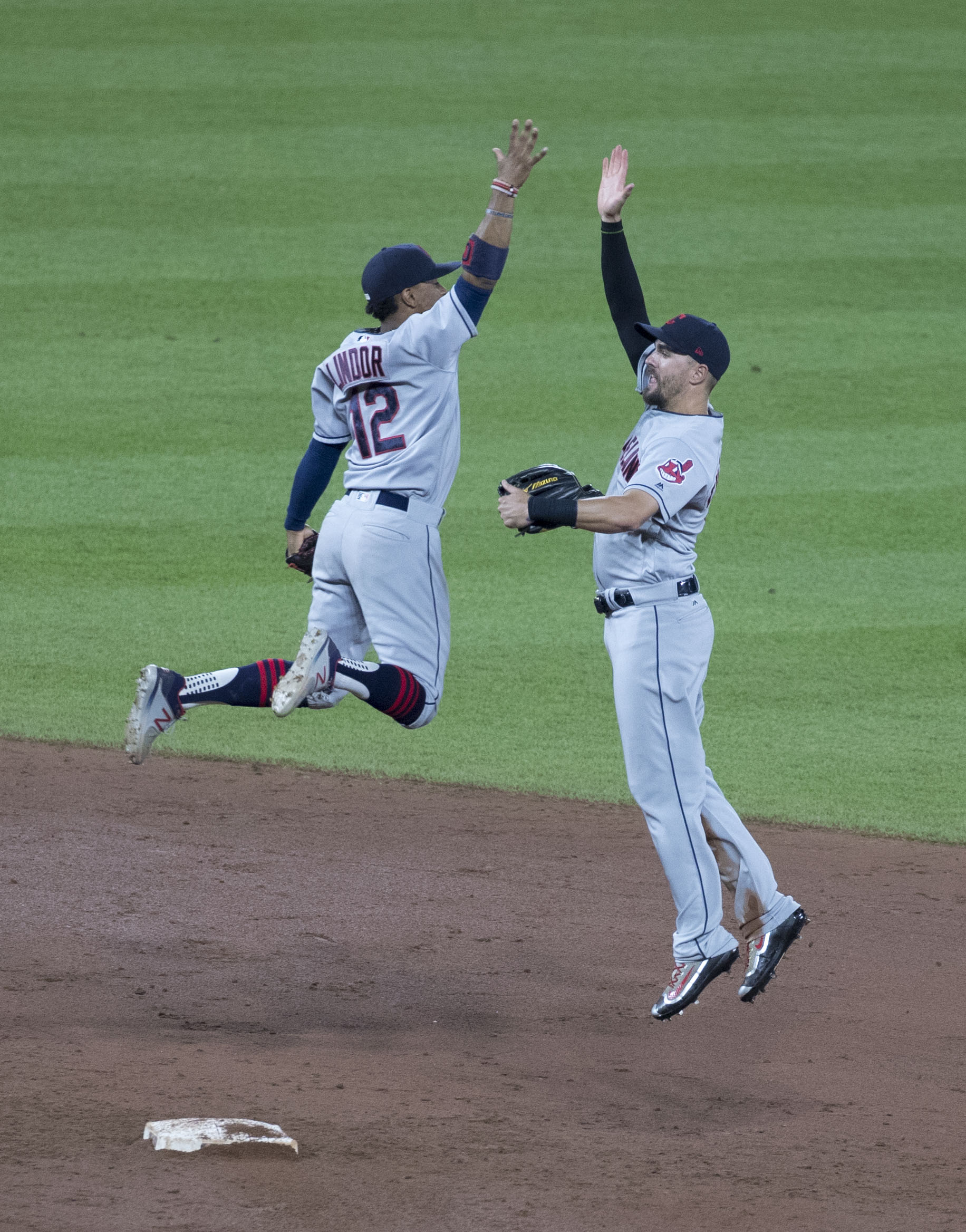
Les Indians de Cleveland établissent un record de 22 victoires consécutives du 24 août au 15 septembre 2017.

- 10 septembre : Les Nationals de Washington remportent leur 4e titre de division en 6 ans en s'assurant du premier rang de la section Est de la Ligue nationale[11].

- 11 au 13 septembre : Le passage sur la Floride de l'ouragan Irma force le déplacement de trois rencontres prévues à Tropicana Field entre les Rays de Tampa Bay et les Yankees de New York. Les matchs sont joués au Citi Field, stade des Mets de New York[12], et les Rays sont considérés équipe hôte[13].

- 12 septembre : Les Dodgers de Los Angeles s'assurent de participer aux séries éliminatoires pour la 5e année de suite[14].

- 13 septembre : Avec une 21e victoire de suite, Cleveland bat le record de victoires consécutives pour un club de la Ligue américaine, dépassant les 20 des Athletics d'Oakland en 2002[15].

- 14 au 17 septembre : La Floride se relevant de l'ouragan Irma, les 4 matchs prévus à Miami entre les Marlins et les Brewers de Milwaukee sont déplacés au Miller Park de Milwaukee, où les Marlins sont considérés l'équipe hôte[16].

- 14 septembre : Cleveland est le premier club de la Ligue américaine assuré d'une participation aux éliminatoires de 2017[17].

- 15 septembre : Fin de la séquence de 22 victoires consécutives des Indians de Cleveland[18], qui se déroule du 24 août au 14 septembre[9]. Il s'agit de la plus longue séquence victorieuse de l'histoire des majeures devant les 21 victoires de suite des Cubs de Chicago en 1935[19] et de la seconde plus longue séquence de matchs consécutifs sans défaite[20] après les Giants de New York de 1916, invaincus durant 26 matchs mais avec un match nul après la 12e victoire[21].

- 16 septembre : Les Indians de Cleveland remportent le titre de la division Centrale de la Ligue américaine pour une deuxième année de suite[22].

- 17 septembre : Les Astros de Houston remportent leur premier titre de la division Ouest de la Ligue américaine[23].

- 20 septembre : Les Red Sox de Boston sont assurés d'une place en séries éliminatoires pour la seconde année de suite[24].

- 22 septembre : 
  - Cody Bellinger bat le record de la Ligue nationale pour le plus grand nombre de circuits par un joueur recrue[25].
  - Les Dodgers de Los Angeles gagnent le titre de la division Ouest de la Ligue nationale pour la 5e année de suite[25].

- 23 septembre :
  - Bruce Maxwell des Athletics d'Oakland est le premier joueur de la MLB à poser un genou au sol durant l'hymne national, dans le cadre du mouvement de protestation initié en 2016 par le joueur de football américain Colin Kaepernick[26].
  - Les Yankees de New York s'assurent d'une place en séries éliminatoires[27].

- 25 septembre : Avec son 50e circuit de la saison, Aaron Judge des Yankees de New York bat le record de 49 circuits par un joueur recrue, établi en 1987 par Mark McGwire[28].

- 27 septembre :
  - Les Cubs de Chicago remportent le titre de la division Centrale de la Ligue nationale pour la deuxième année de suite[29].
  - Une défaite des Angels de Los Angeles assure aux Twins du Minnesota une première participation aux éliminatoires depuis 2010 ; après avoir perdu 103 matchs en 2016, les Twins deviennent la première équipe de l'histoire à se qualifier pour les séries éliminatoires un an après une saison de 100 défaites ou plus[30].

## Séries éliminatoires

### Octobre
- 3 octobre : début de séries éliminatoires de la Ligue majeure de baseball avec le Match de meilleur deuxième de la Ligue américaine. Les Yankees de New York s'imposent 8-4 contre les Twins du Minnesota et se qualifient pour les Séries de divisions de la Ligue américaine.

- 4 octobre : match de meilleur deuxième de la Ligue nationale. Les Diamondbacks de l'Arizona s'imposent 11-8 contre les Rockies du Colorado et se qualifient pour les Séries de divisions de la Ligue nationale.

- 5 octobre : début des Séries de divisions de la Ligue américaine entre d'une part, les Yankees de New York et les Indians de Cleveland, et d'autre part les Red Sox de Boston et les Astros de Houston.

- 6 octobre : début des Séries de divisions de la Ligue nationale entre d'une part, les Diamondbacks de l'Arizona et les Dodgers de Los Angeles, et d'autre part les Cubs de Chicago et les Nationals de Washington.

- 9 octobre : en Ligue américaine, les Astros de Houston éliminent les Red Sox de Boston trois victoires à une et accèdent à la Série de championnat de la Ligue américaine de baseball. En Ligue nationale, les Dodgers de Los Angeles éliminent les Diamondbacks de l'Arizona trois victoires à zéro et accèdent à la Série de championnat de la Ligue nationale de baseball.

- 11 octobre : les Yankees de New York éliminent les Indians de Cleveland trois victoires à deux et accèdent à la Série de championnat de la Ligue américaine de baseball.

- 12 octobre : les Cubs de Chicago éliminent les Nationals de Washington trois victoires à deux et accèdent à la Série de championnat de la Ligue nationale de baseball.

- 13 octobre : début de la Série de championnat de la Ligue américaine entre les Yankees de New York et les Astros de Houston.

- 14 octobre : début de la Série de championnat de la Ligue nationale entre les Cubs de Chicago et les Dodgers de Los Angeles.

- 19 octobre : les Dodgers de Los Angeles éliminent les Cubs de Chicago quatre victoires à une et accèdent à la Série mondiale 2017. Les Dodgers disputeront leur première finale depuis 1988[31].

- 21 octobre: les Astros de Houston éliminent les Yankees de New York quatre victoires à trois et accèdent à la Série mondiale 2017.

- 24 octobre : début de la Série mondiale entre les Dodgers de Los Angeles et les Astros de Houston.

### Novembre
- 1er novembre : les Astros de Houston remportent la Série mondiale 2017 contre les Dodgers de Los Angeles quatre victoires à trois. Les Astros sont champions pour la première fois de leur histoire.